# Bretteville
Bretteville är en kommun i departementet Manche i regionen Normandie i norra Frankrike. Kommunen ligger i kantonen Tourlaville som tillhör arrondissementet Cherbourg. År 2022 hade Bretteville 1 006 invånare.

## Befolkningsutveckling
Antalet invånare i kommunen Bretteville
| Referens: INSEE |